# Eparquia de Muvattupuzha
A Eparquia de Muvattupuzha (Latim: Eparchia Muvattupuzhensis) é uma eparquia pertencente a Igreja Católica Siro-Malancar com rito Siro-Malancar. Está localizada no município de Muvattupuzha, no estado de Querala, pertencente a Arquieparquia de Tiruvalla na Índia. Foi fundada em 19 de dezembro de 2002 pelo Papa João Paulo II. Possui uma população católica de 13.550 habitantes, sendo 0,9% da população total, possui 71 paróquias com dados de 2020.

## História
Em 19 de dezembro de 2002 o Papa João Paulo II cria a Eparquia de Muvattupuzha através do território da  Eparquia de Tiruvalla. Em 2006 a Eparquia de Muvattupuzha tem sua província eclesiástica alterada, passando de Trivandrum para Tiruvalla. Desde sua fundação em 2002 pertence a Igreja Católica Siro-Malancar, com rito Siro-Malancar.

## Lista de eparcas
A seguir uma lista de eparcas desde a criação da eparquia em 2002.
|                         | Nome                             | Período                 | Notas                            |
| Eparcas de Muvattupuzha | Eparcas de Muvattupuzha          | Eparcas de Muvattupuzha | Eparcas de Muvattupuzha          |
| ----------------------- | -------------------------------- | ----------------------- | -------------------------------- |
| 3º                      | Yoohanon Theodosius Kochuthundil | 2019 - atual            |                                  |
| 2º                      | Abraham Youlios Kackanatt        | 2008 - 2019             | Eparca emérito dessa eparquia    |
| 1º                      | Thomas Koorilos Chakkalapadickal | 2003 - 2007             | Nomeado arquieparca da Tiruvalla |